# دانيال د.
دانيال د. (بالإنجليزية: Daniel D.)‏ هو  وعازف كمان أمريكي، ولد في 22 فبراير 1989 في تشارلستون في الولايات المتحدة.

## وصلات خارجية
- الموقع الرسمي
- دانيال د. على موقع ميوزك برينز (الإنجليزية)
- دانيال د. على موقع ديسكوغز (الإنجليزية)